# Museu d'Art Jacint Rigau
El Museu d'Art Jacint Rigau (en francès, Musée d'art Hyacinthe Rigaud) és un museu d'art de la ciutat de Perpinyà, de la comarca del Rosselló, a la Catalunya del Nord.
Està situat en els Palaus Mailly i Lazerme, del barri de Sant Mateu. L'entrada principal és pel carrer Mailly.

## Història
La idea inicial d'aquest museu fou del marquès de Villeneuve-Bargemont, prefecte del departament, que el 1820 volgué crear un museu d'art a Perpinyà. Començà comprant quadres sobretot de Jacint Rigau (Hyacinthe Rigaud, en francès), català retratista reial, que anava situant a l'atri de la Universitat, que en feu de sala d'honor. Un cop se n'anà del Rosselló el marquès, la idea quedà en suspens fins al 1832, quan Capdebòs la reprengué, creant el Museu Rigau, que va obrir les portes l'any següent (1833).
Després de la Segona Guerra Mundial, l'any 1953, el museu va ser completament renovat. El 1979 es va traslladar des de la Universitat al palauet de Lazerme, que havia estat adquirit per l'Ajuntament. El 2001 es van ampliar els espais expositius i el 2009 es va posar en marxa una política d'exposicions temporals més ambiciosa, preludi del no menys ambiciós projecte de reforma, rellançament i ampliació del museu culminat l'any 2017 després de tres anys de treballs.
Aquest museu conté algunes de les considerades obres mestres de Jacint Rigau, així com altres obres importants d'art medieval. La reforma de 2017 ha comportat un important enriquiment quant a la representació de l'art català del segle XX (gracies, per exemple, a un acord amb la fundació Maillol), fent-hi destacar els artistes nord-catalans però també les relacions amb els de França i el Principat.
El Museu compta amb una associació d'amics.

## Contingut

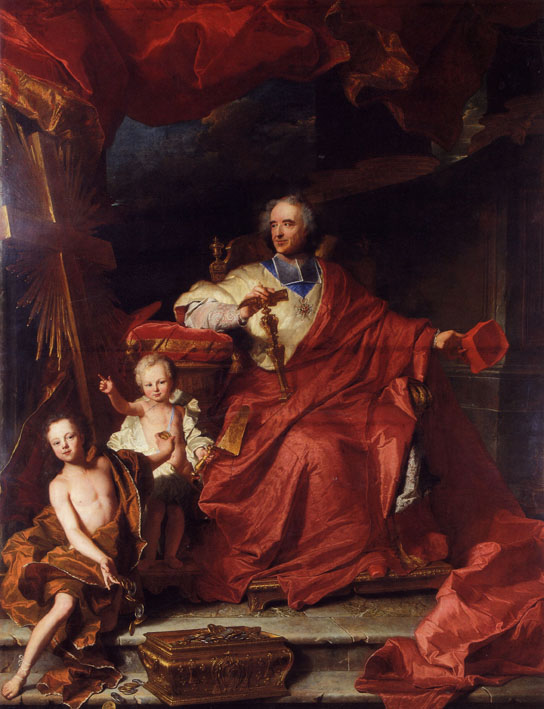
Retrat del Cardenal de Bouillon. una de les obres de Jacint Rigau que s'exposen al Museu que porta el seu nom

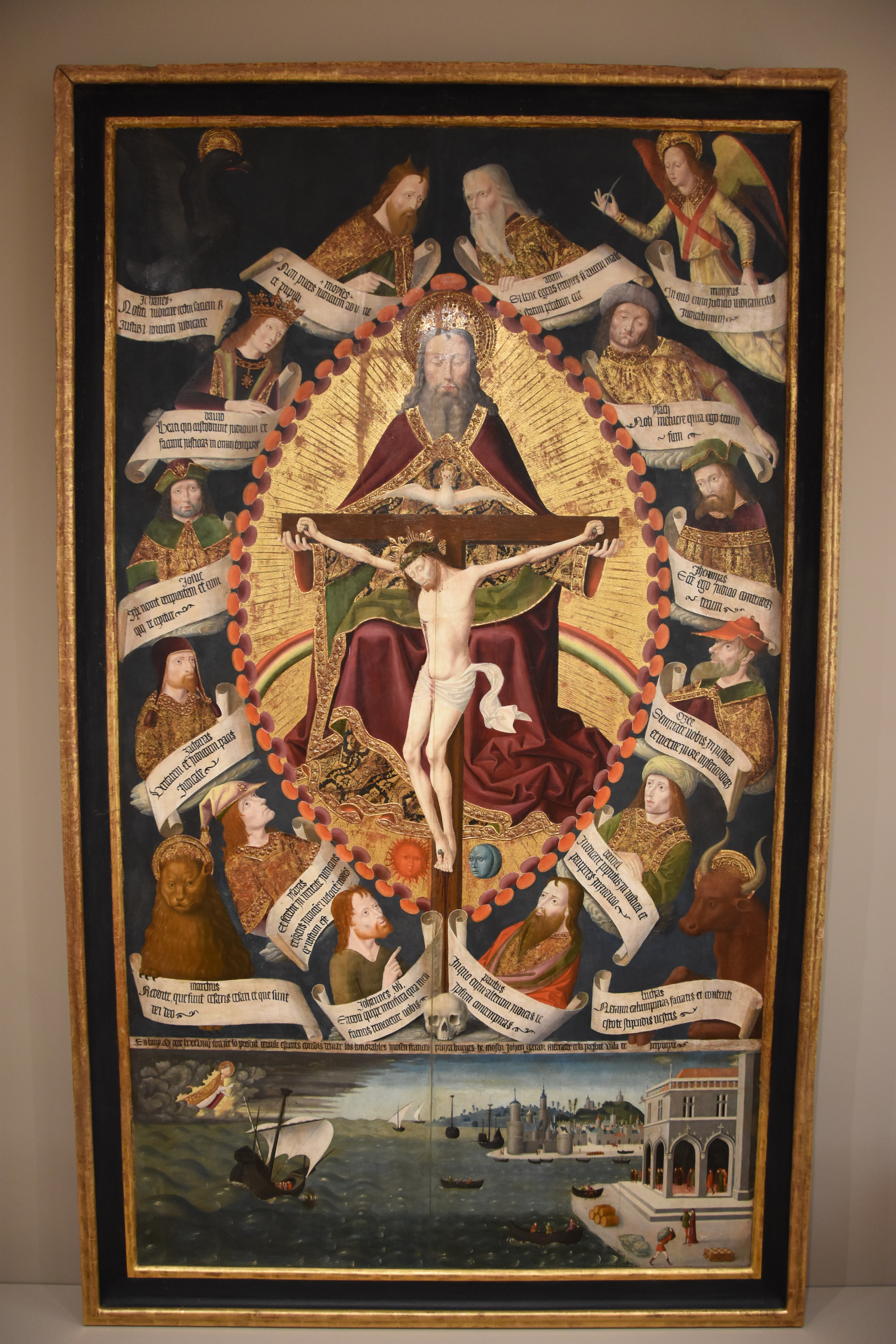
Retaule de la Trinitat (1489). Una de les peces més destacades de la col·lecció del Museu d'art Jacint Rigau

El juny de 2017 va obrir des seves portes després d'haver estat sotmès a una profunda remodelació i renovació dels seus continguts, instal·lacions i museografia. En aquesta nova presentació, la primera planta es destina a exposició permanent i la segona a exposicions temporals.
Al pati d'entrada al museu (pati Mailly) s'hi troba una escultura d'Arístides Maillol (Pomona amb túnica, 1921) 
L'exposició permanent de la primera planta es distribueix en quatre àmbitsː Perpinyà gòtic, Perpinyà barroc, Perpinyà modern i Perpinyà en l'actualitat. La retolació de les sales és en francès i en català.
Entre les peces exposades com a representació del Perpinyà gòtic sobresurt l'extraordinari Retaule de la Trinitat (Llotja de Perpinyà), procedent de la capella de la Trinitat de Llotja de Perpinyà i datat el 1489. Són igualment notables, entre moltes altres peces, el relleu de la Mare de Déu dels desemparats (1469, procedent de l'antic hospital de la confraria dels teixidors de Perpinyà), o la imatge de fusta policromada de la Mare de Déu del carrer de l'àngel (segle XIV).
Les sales dedicades al Perpinyà barroc fan èmfasi en el perpinyanès Antoni Guerra i Gonzàlez, dit Antoni Guerra "el jove". de qui s'exposa un magnífic quadre de Sant Elm com a protector del comerç marítim (1701) i sobretot, com és natural, en Jacint Rigau. La tria d'obres de Rigau exposades permeten apreciar les seves extraordinàries dots de retratistaː retrats del senyor i la senyora Rousseau (1737), retrat del cardenal de Bouillon, retrat del cardenal de Fleury (1729), etc. Són igualment molt remarcables diversos autoretrats, entre els quals el famós autoretrat dit "del turbant" (1698).
De la representació del Perpinyà modern sobresurten, a l'inici, sengles cartells per anunciar el paper de fumar Job (les famoses obres de Chéret i Mucha), empresa impulsada per la familia Bardou, establerta a Perpinyà (i amb casa al carrer Emile Zola). Segueixen diverses sales amb una extensa representació de l'obra d'Arístides Maillol i altres artistes nord-catalans o vinculats a la Catalunya Nord com Gustau Violet, Georges-Daniel de Monfreid, Esteve Terrús o Gustave Fayet. També hi són ben representats Ricard Guinó (Gran banyista, 1915), Pere Daura, Juli Gonzàlez, o Joaquim Torres Garcia, a més de Pablo Picasso (acollit a Perpinyà pels comtes de Lazerme), Jean Lurçat (que va treballar al taller de ceràmiques de Sant Vicenç creat per Fermí Bauby) i Raoul Dufy (acollit a Perpinyà per la família Nicolau). Una sala acull la col·lecció d'obres en petit format reunida pel notari Maître Rey. Així mateix és possible visitar l'antiga alcova del palau, decorada amb pintures murals de gust rococó.
Per fi, a les sales dedicades a Perpinyà en l'actualitat s'exposen obres de Patrick Loste, Roger Comes-Estève o Jean Capdeville. Hi destaquen així mateix un conjunt d'obra d'Antoni Clavé i tapissos de Josep Grau-Garriga (paisatge a la posta de sol, 1976) 
L'exposició temporal inaugural (de juny a novembre 2017) estava dedicada a la relació de Picasso amb Perpinyàː entre 1953 i 1955 Picasso va fer diverses estades a Perpinyà residint, precisament, a la casa que ara és la seu del museu (antic palauet dels comtes de Lazerme).